# Котов Михайло Іванович
Котов Михайло Іванович (9 листопада 1896 — 25 серпня 1978 —  ботанік, природоохоронець, Заслужений діяч науки УРСР, лауреат Державних премій СРСР та УРСР, професор, доктор біологічних наук.

## Біографія
М. І. Котов народився 9 листопада 1896 р. у м. Задонську Воронезької губернії (тепер Липецька область). Батько його був вчителем середнього навчального закладу. У 1899 р. батьки переїхали до Харкова, де Михайло закінчив чоловічу гімназію. У 1917 р. поступив на природниче відділення фізико-математичного факультету Харківського університету і закінчив його в 1922 р. З лютого 1920 р. по лютий 1921 р. служив у лавах Червоної армії. Учителем Котова в області ботаніки був В. І. Талієв. Він прищепив йому бажання займатися активною природоохоронною роботою і надав роботі Котова геоботанічного спрямування. У 1915 р. у «Бюлетені Харківського товариства любителів природи» була опублікована перша наукова робота Котова «Вовчеягідник Софії». Котов був ще студентом, коли в 1921 р. його прийняли на посаду геоботаніка Сільськогосподарського ученого комітету Наркомзему УРСР, і він разом з професором О. А. Янатою вживає заходів щодо охорони Асканії-Нова. У 1923—1927 рр. пройшов аспірантуру при Науково-дослідній кафедрі ботаніки Харківського інституту народної освіти.
Він уперше оцінив адвентизацію флори та фауни як важливу біогеографічну проблему, є автором першого списку адвентивної флори України. Перша публікація М. І. Котова на цю тему «До питання про те, як поширюються тепер рослини на Україні заносами» вийшла 1921 р.
У 1927 р. виступає з пропозицією організувати заповідник на крейдяних відслоненнях по берегах Сіверського Дінця — «Святих Горах»: «Необхідно вжити всіх заходів, щоб зберегти природу Святих гір і організувати тут заповідник з науково-біологічної станцією. Зараз становище якраз протилежне — природа Святих гір гине. Хоча в будинках колишнього монастиря і розташований „Будинок відпочинку для робітників Донбасу“, але немає наукової установи, яка б зацікавилося Святими Горами більше, ніж місцем для відпочинку».
З 1928 р. М. І. Котов є кореспондентом Українського комітету охорони пам'яток природи при Укрнауки, з 1934 по 1937 рр. стає зам. голови комітету.
У 1938 р. він переїжджає в Київ. Тут учений розгорнув велику роботу по систематиці рослин в Інституті ботаніки АН УРСР у зв'язку з виданням «Флори УРСР». У 1940 р. він захистив докторську дисертацію в Київському університеті.
У квітні 1940 р. М. І. Котов разом з І. Г. Підоплічком організовує (на базі музею ім. Дзєдушицьких) Державний природознавчий музей, піднімає питання про створення заповідників у місцях колишніх заповідників при поляках об'єктів Горгани, Чорногора, Дністровська стінка.
З 1941 р. Котов — завідувач відділу систематики вищих рослин Інституту ботаніки. Після повернення в 1944 р. інституту з Уфи до Києва, він очолює роботи з приведення в порядок гербарію і по завершенню видання «Флори УРСР».
У 1944 р., відразу після війни, М. І. Котов очолює комісію АН УРСР з обстеження заповідної цілини в Асканії-Нова.
М. І. Котов — один з провідних авторів «Визначника рослин УРСР» (1950). У числі інших він удостоєний за цю роботу Державної премії СРСР.

## Природоохоронна діяльність
Михайло Іванович Котов був одним з ініціаторів та організаторів Українського товариства охорони природи (УТОП). У рішенні першого засідання ініціативної групи зі створення УТОП, 23 лютого 1945 р., сказано: «Просити Погребняка і Котова пропрацювати до 15 березня ц.р. проект Статуту, а також передбачити видавничу діяльність товариства, зокрема, видання журналу по охороні природи».
М. І. Котов бере активну участь в природоохоронній пропаганді, розробляє тематику лекцій, через бюро наукової пропаганди АН УРСР виступає з лекцією «Історія та наукові проблеми охорони природи на Україні». 16 жовтня 1947 р., у зв'язку з тривалими відрядженнями голови оргбюро товариства академіка Б. І. Чернишова, головою оргбюро був тимчасово обраний М. І. Котов. Наприкінці 1951 р. при Українському товаристві охорони природи створюються секції, М. І. Котов очолює ботанічну.
У 1956 р. в «Українському ботанічному журналі», спільно з С. С. Харкевичем, він виступає з програмною статтею «Охорона природи в Українській РСР і завдання ботаніків». Автори знайомлять читачів з історією природоохоронної справи в Україні, наводять перелік уже організованих охоронюваних природних територій та ще вимагають організації, ставлять перед ботанічними установами конкретні природоохоронні завдання:
«Ми гадаємо, що в справі охорони природи велику роль повинні відіграти ботанічні сади. На сьогодні в УРСР налічується 22 ботанічні сади, які розміщені в різних ботаніко-географічних зонах УРСР. 
На нашу думку, кожен ботанічний сад повинен вирощувати всі ендемічні, реліктові, вимираючі, рідкісні і взагалі цікаві види місцевої флори... 

На жаль, ні в одному з ботанічних садів УРСР ця робота не проводиться. У більшості випадків у відкритому ґрунті в ботанічних садах вирощують невеликий набір видів, який до того ж майже повністю повторюється в інших садах. Найбільш цікаві й рідкісні види дикої флори УРСР майже зовсім випали з поля діяльності ботанічних садів, тоді як охорона їх повинна бути одним з завдань, що стоять перед ботанічними садами. Для цього є всі можливості й на це не потрібні додаткові затрати. Ми вже не говоримо про те, що деякі ботанічні сади, які займають десятки, а то й сотні гектарів, повинні охороняти на своїй території навіть деякі найбільш цікаві ділянки з природною рослинністю».
Велику увагу М. І. Котов приділяє організації заповідників. Він неодноразово піднімає питання про їх створення в Карпатах, Поліссі, у Кара-Дагу, Кременецьких горах, у Провальському степу.
Матеріали, зібрані Котовим під час численних експедицій, були використані ним надалі при складанні першого в республіці списку охоронюваних рослин. У ньому наведено 39 видів рідкісних рослин України. Список опублікований у 1962 р.
Улітку 1953 р. відкривається 1 з'їзд Українського товариства охорони природи. На ньому М. І. Котов обраний до складу Ради президії УТОП.
У 1955 р. у республіці створюється комісія АН УРСР по охороні природи. М. І. Котов бере активну участь в роботі комісії. Він — один з авторів Закону «Про охорону природи Української РСР». У 1957 р. учений бере участь у московській всесоюзній нараді по рідкісних видах тварин, рослин і унікальних геологічних об'єктам.
Помер Михайло Іванович Котов 25 серпня 1978 р.

## Праці М.І.Котова щодо охорони природи
- Котов М. И. Совещание ботаников по участию в районировании Украины и в работе Аскании-Нова // Наука на Украине. — 1922. — № 2. — С. 150.
- Котов М., Савченко Я. О предстоящем созыве 1-ой сессии Асканийского комитета // Наука на Украине. — 1922. — № 3. — С. 253.
- Котов М. И. 1-я сессия Асканийского комитета. Современное состояние 1-го государственного заповедника Аскания-Нова // Наука на Украине. — 1922. — № 4. — С. 370—372.
- Котов М. И. Асканийская комиссия при Наркомземе // Вісник сільськогосп. науки. — 1922. — № 4. — С. 182.
- Котов М. И. Охрана природы на Украине // Вісник сільськогосп. науки. — 1923. — № 9. — С. 30.
- Котов M. I. Охорона природи в Радспільці // Вісник сільськогосп. науки. — 1923. — № 5-7. — С. 217—218.
- Котов М. І. Кримський заповідник // Вісник сільськогосп. науки. — 1923. — № 5-7. — С. 218.
- Котов M. I. Як вплинула громадянська війна на поширення рослин та тварин на Україні та в Росії // Знання. — 1923. — № 2. — С. 24-26.
- Котов M.I. Нарада при Наркомземі з приводу долі Державного заповіднику Асканія-Нова ім. т. Раковського 22 квітня 1924 p. // Вісник сільськогосп. науки. — 1924. — № 5-6. — С. 50-51.
- Котов M. I. Комісія охорони природи С-Г НКУ // Вісник сільськогосп. науки. — 1927. — Ч. 7-8. — С. 52.
- Котов M.I. Святі гори на Артемівщині, як забуток природи // Вісник природознавства. Харків. — 1927. — № 3-4.
- Котов М., Прянишникова А. Украинский заповедник — остров Бирючий на Азовском море // Природа. — 1929. — № 7/8. — С. 721—723.
- Котов M. I. Новые заповедники на Украине // Природа. — 1937. — № 8.
- Котов M. I., Харкевич С. С. Охорона природи в Українській РСР та завдання ботаніків // Укр. ботан. журн. — 1956. — Т. 13, № 2. — С. 3—14.
- Котов M. I. Рідкісні та ендемічні рослини флори України і необхідність їх охорони // Охороняйте рідну природу. — К., 1964.
- Котов М. И. Редкие, эндемичные и исчезающие виды растений УССР и необходимость их охраны // Охрана природы и заповедное дело в СССР. — 1962. — № 7. — С. 50-53.
- Котов М. И., Погребняк П. С. и др. Природные ресурсы УССР и пути их рационального использования // Мат. к 3-му съезду Географ. Об-ва СССР. — Л., 1959. — 42 с.

## Публікації про М.І.Котова
- Юрій Козубенко. Сторінки життя та діяльності видатного українського вченого в галузі ботаніки, охорони природи, сільськогосподарської науки — Михайла Івановича Котова (1896—1978)[недоступне посилання з липня 2019]
- Охорона природи, організація заповідників М. І. Котов -патріарх природоохоронної справи в Україні[недоступне посилання з липня 2019]
- Архів Президії АН України, ф. 251, оп. 1, спр. 81, л. 124.
- Барбарич А. И., Харкевич С. С. Михаил Иванович Котов // Бот. журн. — 1967. — Т. 52. — № 2.
- Протопопова В. В., Ільїнська А. П. Михайло Іванович Котов: до 120-річчя від дня народження.- Київ: Інститут ботаніки ім. М. Г. Холодного НАН України, 2016. — 76 с.
- ЦДАВО України, ф. 4698, оп. 1, спр. 1, лл. 1-20.
- ЦДАВО України, ф. 166, оп. 12, спр. 3735, лл. 1-10.